# 田中尚 (建築学者)
田中 尚（たなか ひさし、1923年 - 2014年9月10日　）は、日本の建築構造学者。東京大学生産技術研究所教授を歴任。
著書に『建築骨組の力学』〈基礎編、応用編、演習編〉『構造物の極限解析』 (建築構造学大系 彰国社、1966年)『建築物のリミットデザイン』 (理工図書)『骨組の塑性力学』（建築構造講座 5、コロナ社）
主な構造設計作品・研究対象には右京区消防署（1951年、京都市右京区）川崎大師平間寺（1952年）光寿無量院本堂(宗林寺聖徳堂、石川県金沢市、1954年）釧路仏舎利塔（1955年、北海道釧路）など。
「建築構造学、特に極限解析、塑性設計の研究、教育の発展に対する貢献」で1999年度日本建築学会賞大賞受賞。